# Rôle de l'URSS dans le conflit israélo-palestinien
 (mars 2016).
- Si vous ne connaissez pas le sujet, laissez ce bandeau (vous pouvez alors contacter les auteurs).
- Si vous supprimez le contenu mis en cause (vous pouvez préalablement contacter les auteurs),

argumentez précisément cette suppression dans la page de discussion
(un manque de référence n'est pas un argument ; une recherche réelle de référence doit avoir été effectuée, être formellement documentée).
 (mars 2015).
Si vous disposez d'ouvrages ou d'articles de référence ou si vous connaissez des sites web de qualité traitant du thème abordé ici, merci de compléter l'article en donnant les références utiles à sa vérifiabilité et en les liant à la section « Notes et références ».
Près de 1650 résolutions ont été votées par l'Assemblée générale, le Conseil de sécurité et les différentes commissions de l'ONU depuis 1947 en rapport aux conflits entre Israël, la Palestine et les pays arabes. C'est un des plus importants conflits qui mobilisent les instances internationales depuis leur création. Le système ONU, mandataire pour régler ce conflit depuis 1947, n'a réussi qu'à modérer les efforts de guerre sans jamais trouver de solution durable, car constamment freiné par les intérêts des grandes puissances. Ceci démontre comment les relations internationales qui ont suivi la Seconde Guerre mondiale ont évolué au rythme de l'affrontement entre le bloc communiste, soit l'URSS et ses pays satellites, et le bloc occidental mené par les États-Unis. Au cœur de ces relations internationales, le conflit israélo-palestinien ne fait pas exception.

## L'URSS, la question juive et la question arabe avant 1948

### L'URSS, les juifs et le Moyen-Orient jusqu'à la Seconde Guerre mondiale

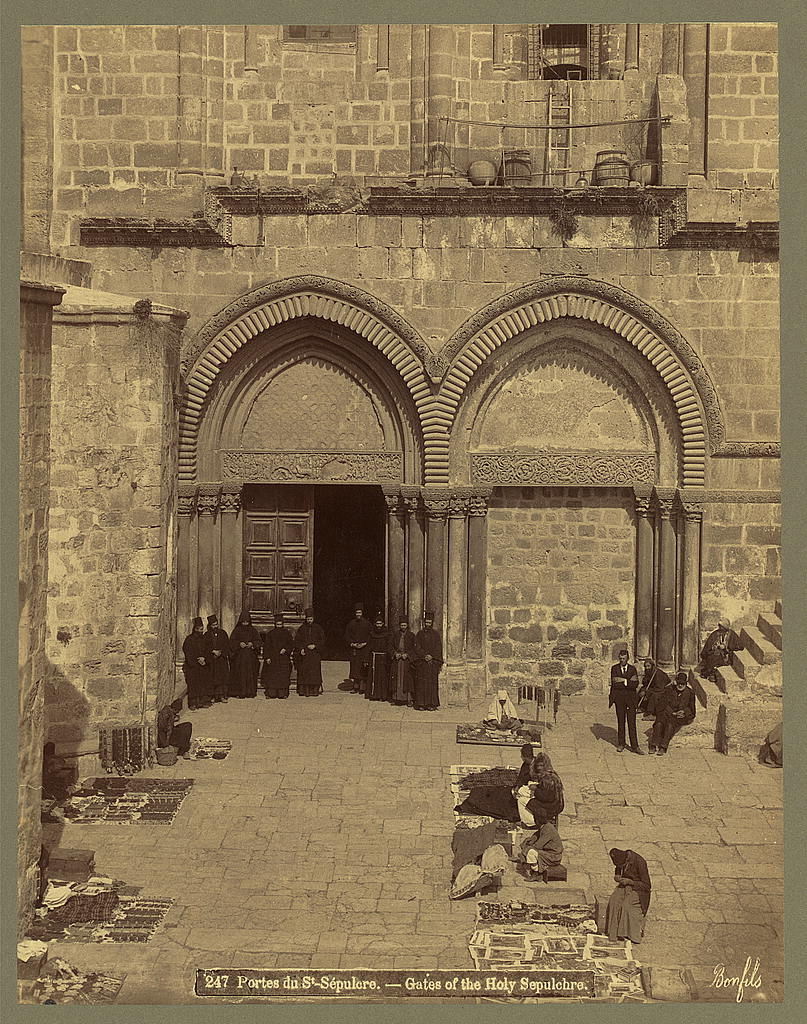
Moines chrétiens orthodoxes devant la basilique du Saint Sépulcre, photographie Bonfils, Beyrouth, 1867.

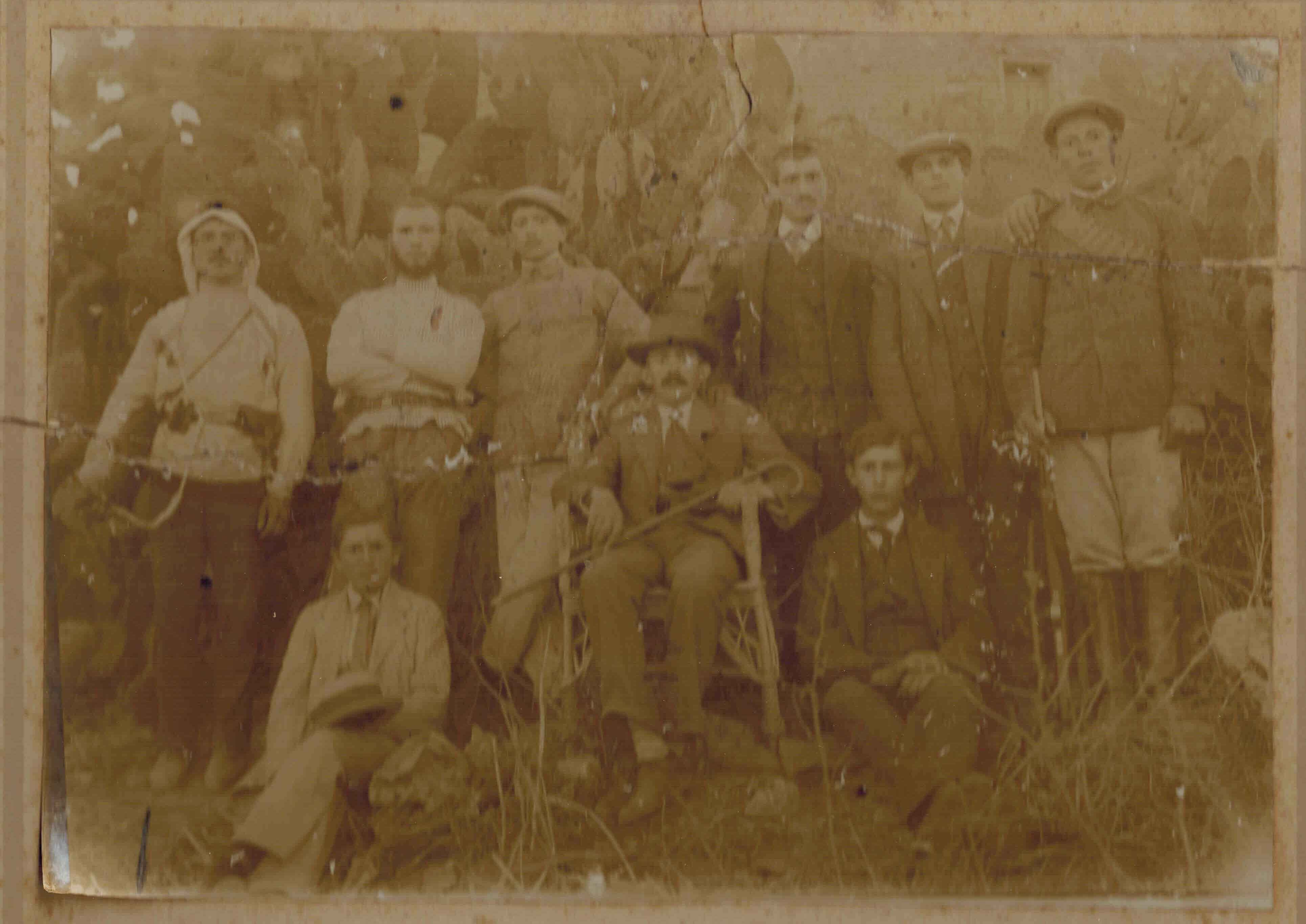
Un groupe de pionniers religieux juifs aux piscines de Salomon à Jérusalem en 1920.

L'intérêt pour la Palestine remonte à l'époque des tsars de Russie, lesquels affectionnaient particulièrement Jérusalem par leur appartenance à l'Église orthodoxe. Vers la fin du XIXe siècle, son implication au Moyen-Orient se traduit par la Société russe pour la Palestine, laquelle opère au Liban, en Palestine et en Syrie. En Palestine, les Russes construisent plusieurs écoles, églises et hôpitaux via la Société orthodoxe russe pour la Palestine et la Mission ecclésiastique russe.
En 1884, la société « Hoverei Zion » (amoureux de Zion) prend forme et organise l'émigration vers la Palestine, alors province ottomane. La diaspora juive de Russie représente un bassin de recrutement potentiel pour l'Organisation sioniste mondiale.
Au début du XXe siècle, la plupart des dirigeants de la social-démocratie européenne refusent l'idée d'une « nation juive » ; le mouvement sioniste, fondé en 1897, trouve peu de sympathies parmi eux. L'Union générale des travailleurs juifs (le Bund), puissant mouvement socialiste juif, défend l'idée d'une communauté juive autonome dans l'Empire russe, particulièrement en Pologne russe et Lituanie (la zone de résidence) où les juifs sont nombreux et parlent leur propre langue, le yiddish. Les sociaux-démocrates russes, tant bolchéviks que menchéviks, cherchent l'alliance du Bund et dénoncent l'antisémitisme du régime tsariste sans pour autant approuver le projet sioniste.
La révolution russe d'octobre-novembre 1917 transpose le problème juif à la bourgeoisie juive. Pour Lénine, la révolution prolétarienne devait aussi se faire chez les Juifs.

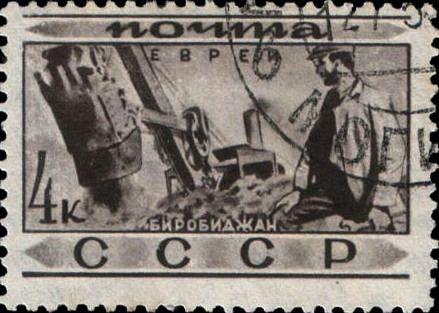
Timbre-poste soviétique de la Région autonome juive du Birobidjan, 1933.

Le gouvernement bolchévik dénonce les plans impérialistes de partage du Proche-Orient ; les accords Sykes-Picot prévoyaient une Palestine sous mandat international, finalement restreinte à un mandat britannique, ouvrant la possibilité d'un foyer national juif.
Quand l'Internationale communiste réunit le premier congrès des peuples d'Orient à Bakou pour s'opposer à la fois au colonialisme occidental et aux féodalismes orientaux, sur 2 000 délégués, 235 s'inscrivent comme Turcs, 192 comme Persans, 41 comme Juifs, 8 comme Kurdes et seulement 3 comme Arabes. Les Occidentaux redoutent une alliance entre le communisme et l'islam et croient voir la « main de Moscou » dans les troubles qui agitent l'Égypte, l'Irak et la Syrie. En fait, les partis communistes ont très peu de succès dans les pays arabes et, dès la fin des années 1920, l'URSS renonce à se mêler des affaires du Proche-Orient.
Le 7 mai 1934, le gouvernement soviétique déclare une région de Sibérie, le Birobidjan, région autonome juive. Ce plan visait à court-circuiter le projet sioniste en offrant une nouvelle terre d'accueil aux Juifs.
L'URSS abritait une importante communauté juive d'environ 5 millions de personnes.

### Le communisme en Palestine

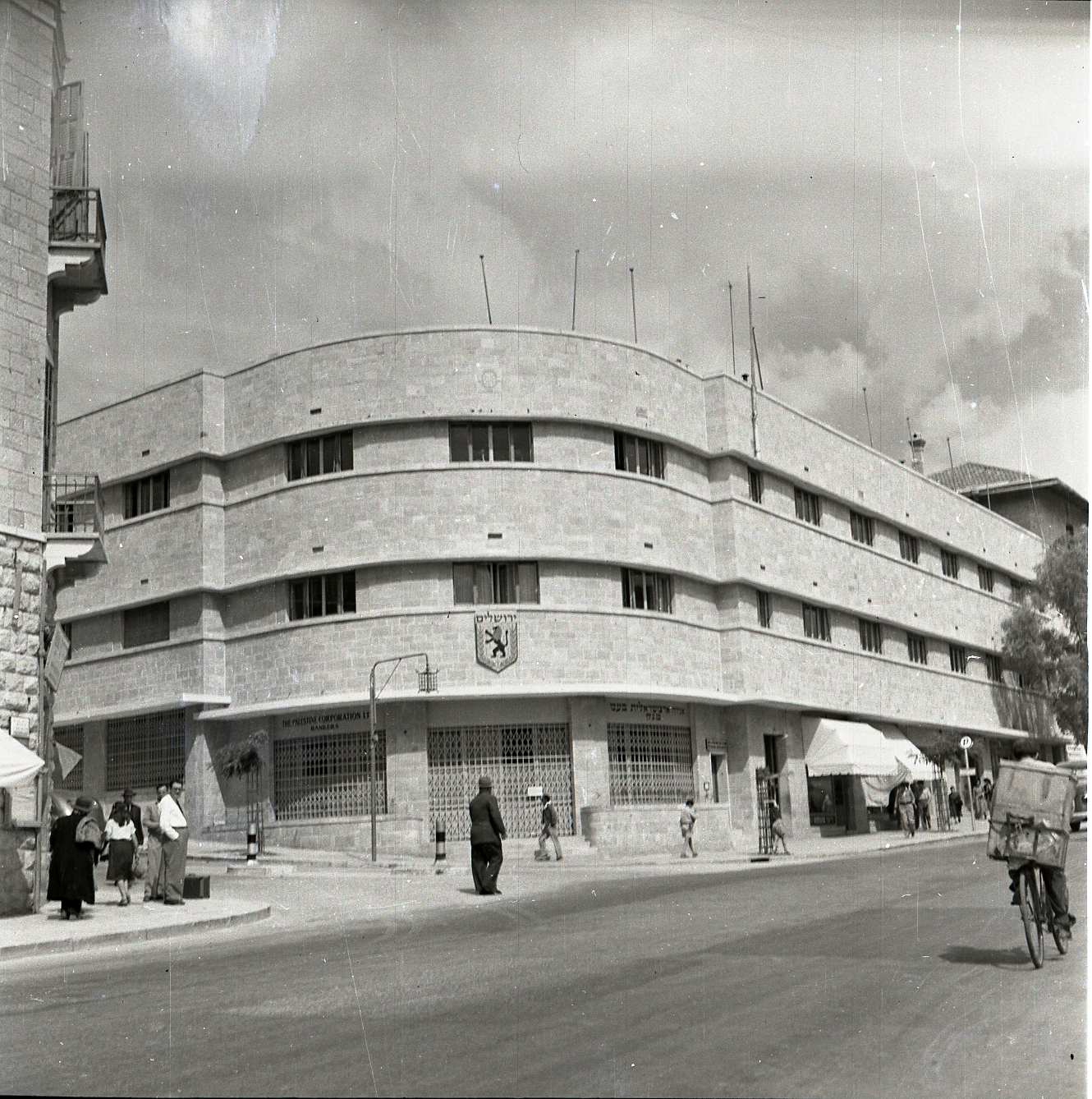
Le « New Russian Building », nouveau centre commercial de Jérusalem construit dans les années 1930.

En 1919, on assiste en Palestine à l'émergence du premier parti politique regroupant à la fois des Arabes et des Juifs : le Parti des travailleurs de Palestine, devenu le Parti communiste palestinien en 1923. À la suite des émeutes de 1929 à Jérusalem, le PCP devient majoritairement un parti arabe. Il est pratiquement le seul parti en Palestine à comprendre à la fois des Arabes et des juifs. Aligné sur les positions de l'Internationale communiste, le PCP fait campagne contre l'invasion de l'Éthiopie par l'Italie fasciste en 1934 puis, en 1936-1937, en faveur des Républicains pendant la guerre civile espagnole ; des volontaires arabes et juifs s'enrôlent dans les Brigades internationales. Le PCP doit cependant s'opposer à certains courants du nationalisme arabe qui misent sur le soutien de l'Allemagne nazie contre la domination britannique.
Les violences augmentant entre Arabes et Juifs, le Royaume-Uni tente par tous les moyens d'amener les deux partis, c’est-à-dire la « Jewish Agency » et le groupe arabe représenté par le mufti Haj Amin al-Husseini, à discuter lors de la conférence de St-James de 1939. Les partis refusant de discuter face à face, le Royaume-Uni agit comme médiateur.
N'arrivant à aucune entente, le Royaume-Uni publie le Livre blanc de 1939. Ce document proclame principalement qu'il n'est pas dans l'intention du Royaume-Uni de faire de la Palestine un État exclusivement juif ni un État exclusivement arabe ; qu'après une transition de 10 ans, la Palestine devra être un État indépendant où Arabes et Juifs partageront le même gouvernement et les mêmes droits ; que l'immigration juive serait limitée à 75 000 sur une période de 5 ans ; que la vente de terres aux Juifs sera interdite dans certaines zones.

### Le jeu diplomatique de la Seconde Guerre mondiale
Au début de la Seconde Guerre mondiale, l'URSS n'a de relations diplomatiques avec aucun État arabe et les partis communistes arabes sont trop faibles pour jouer un rôle significatif. Cependant, la rupture du pacte germano-soviétique et l'invasion allemande de l'URSS en 1941, la menace allemande vers le Caucase et le pétrole de Bakou en 1942 amènent Staline à assurer ses arrières au Moyen-Orient. L'Iran, où le souverain Reza Chah paraissait trop favorable à l'Axe, est occupé par les Britanniques et les Soviétiques en août-septembre 1941, les uns dans le sud du pays, les autres dans le nord-ouest. Le  chemin de fer transiranien devient une voie essentielle d'acheminement de l'aide américaine vers l'URSS.
Entre Londres, Washington et Ankara, se joue un jeu « politico-sioniste » des plus importants. En février 1940, Ivan Maïski, ambassadeur soviétique à Londres, sioniste et influent homme politique, rencontre le grand rabbin de Palestine, Isaac Halevi Herzog. S'ensuit une rencontre entre Maïski et Chaim Weizmann, président de l'Organisation sioniste mondiale. Ils discutent d'abord d'échanges commerciaux pour ensuite aborder la question juive en Palestine. Les relations entre l'URSS et les sionistes restent difficiles à cause du pacte germano-soviétique. Cependant, l'opération hitlérienne Barbarossa de juin 1941 leur donne un second souffle. S'ensuit une série de communications et d'échanges entre Maïski, Weizmann, David Ben Gourion (président de l'Agence juive), Maxime Litvinov (ancien commissaire aux Affaires étrangères devenu ambassadeur soviétique aux États-Unis) et Sergueï Vinogradov (ambassadeur soviétique en Turquie).
Le Kremlin « se méfie par-dessus tout des groupes nationaux (faisant référence au mouvement sioniste d'URSS) qui entretiennent des relations avec des États et des mouvements politiques à l'extérieur de l'URSS … » Cependant, le Kremlin ne peut se passer de l'influence diplomatique de Maïski et lui demande d'agir en sollicitant de l'aide en armement militaire aux États-Unis. Les démarches diplomatiques à Washington, Londres et Ankara portent fruit. La même année, le Royaume-Uni et les États-Unis forment un « comité public d'aide à l'URSS en guerre contre le fascisme ».
Beaucoup de nationalistes arabes du Moyen-Orient comptent sur la victoire de l'Axe pour se libérer de la tutelle franco-britannique. En avril-mai 1941, l'armée britannique envahit l'Irak et renverse le gouvernement nationaliste de Rachid Ali al-Gillani, favorable à l'Axe ; dans la foulée, elle occupe la Syrie et le Liban, sous mandat français et dépendant du régime de Vichy. En mai 1942, les Britanniques imposent à Farouk Ier, roi d'Égypte, de nommer un gouvernement pro-allié avec le parti Wafd. La bataille d'El Alamein (octobre-novembre 1942) écarte la menace de l'Axe : les États arabes sont alors tous des monarchies libérales favorables aux intérêts occidentaux. Une union des États arabes est envisagée mais selon des programmes politiques rivaux. L'Émirat de Transjordanie, gouverné par la famille des Hachémites, revendique une Grande Syrie comprenant la Syrie, le Liban et la Palestine. Le royaume d'Irak, gouverné par une autre branche des Hachémites, voudrait l'élargir à un Croissant fertile dominé par Bagdad : le Premier ministre irakien propose une fédération du Moyen-Orient où les juifs de Palestine et les Maronites du Liban seraient des communautés autonomes avec des droits égaux à ceux des musulmans. Les deux autres monarchies de la région, l'Égypte et l'Arabie saoudite, acceptent de discuter d'une union arabe tout en s'opposant à l'hégémonie des Hachémites. La Syrie et le Liban, qui n'ont pas encore accédé à l'indépendance complète, la tutelle de la France libre ayant succédé à celle de Vichy, refusent l'idée d'un État confédéral qui compromettrait leur souveraineté. Leurs discussions aboutissent à la fondation de la Ligue arabe, composée de l'Égypte, la Transjordanie, la Syrie, le Liban, l'Irak, l'Arabie saoudite et le Yémen. Sa charte est formulée par le Protocole d'Alexandrie du 7 octobre 1944 et officiellement proclamée Caire le 22 mars 1945. Elle vise à harmoniser les relations entre pays arabes en matière culturelle, économique et douanière et peut arbitrer leurs différends mais ses décisions n'ont pas de valeur contraignante. Le comité de la Ligue « proclame son appui à la cause de la Palestine pour la réalisation de ses aspirations légitimes et la sauvegarde de ses justes droits ».

### Un plan de partage controversé (1947)

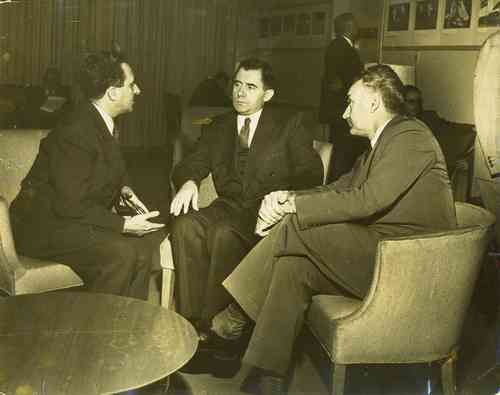
Eliahu Eilat et Moshé Sharett, représentants de l'Agence juive, avec le ministre soviétique Andreï Gromyko à Washington en 1947.

La Première Guerre mondiale se termine entre autres par l'effondrement de l'empire ottoman et par la distribution des territoires aux Britanniques et aux Français. La Société des Nations adopte alors l'article 22 qui propose aux pays sous le contrôle britannique d'être aidés dans leur gestion économique, sociale et politique jusqu'à ce qu'ils soient suffisamment autonomes. Un seul pays ne sera jamais autonome : la Palestine.
De 1922 à 1947, la Palestine était administrée par les Britanniques. Durant ces années, une immigration juive s'ensuivit, notamment des suites des persécutions nazies sur la population juive dans les années 1930 et durant la Seconde Guerre mondiale. De 1920 à 1930, près de 100 000 Juifs ont migré en Palestine où la population en 1922 était estimée à 750 000 habitants. Une résistance palestinienne s'organise et s'ensuit la révolte arabe de 1936-1939 et des actes de violence de part et d'autre.
En 1947, dans l'impossibilité d'apporter une solution pacifique aux différends entre juifs et Arabes de Palestine, le Royaume-Uni annonce qu'il souhaite remettre son mandat sur la Palestine à l'ONU. Cette dernière met sur pied un comité spécial, l'UNSCOP pour étudier la problématique. Sur les recommandations de ce dernier, le 29 novembre 1947, la résolution 181 intitulée « Futur gouvernement de la Palestine » est votée. Cette résolution accorde, entre autres, 55 % du territoire à la minorité juive.

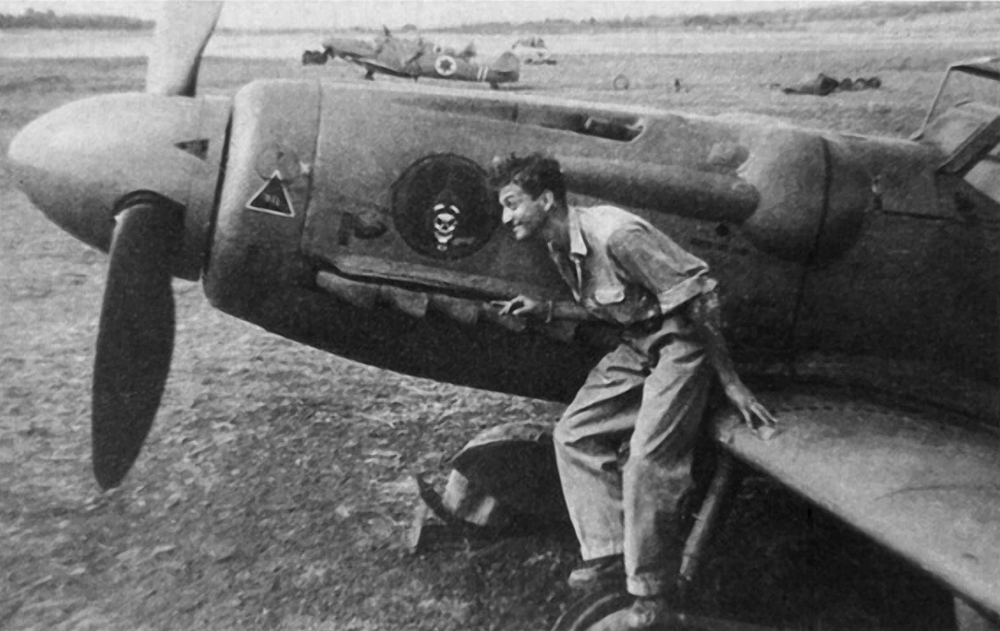
Ezer Weizman, premier chef des forces aériennes israéliennes, derrière un Avia S-199, version tchécoslovaque du Messerschmitt Bf 109 allemand, en 1948.

Jusqu'en 1946, les Soviétiques s'étaient montrés opposés au sionisme présenté comme un instrument de l'impérialisme britannique et les pays arabes, même les plus opposés idéologiquement au régime soviétique, comptaient sur son appui face aux revendications juives. En 1947, le représentant soviétique à l'ONU, Andreï Gromyko, maintient sa position en faveur de l'« établissement d’un Etat judéo-arabe indépendant, mixte et démocratique » mais, le 14 mai 1947, déclare devant l'Assemblée générale de l'ONU que si les rapports entre les deux communautés se dégradaient irrémédiablement, une partition en deux États serait une solution nécessaire. Le 29 novembre 1947, l'URSS vote en faveur du plan de partage. C'est une amère déception pour les Arabes.
Dès le lendemain de la déclaration la guerre civile éclate en Palestine. La violence entre Arabes et Juifs va croissant. Au début de janvier 1948, des volontaires arabes entrent en Palestine pour se battre au côté des Palestiniens. Dès la fin de janvier, on décompte près de 2000 morts. La population juive de Jérusalem est assiégée. Début avril, les forces paramilitaires juives lancent une offensive et conquièrent Tibériade, Haïfa, Safed, Beisan, Jaffa et Acre, ce qui provoque l'exode d'entre 250 000 à 300 000 Palestiniens en plus des 100 000 des mois précédents. Plusieurs massacres sont commis de part et d'autre. Le 14 mai 1948, l'État d'Israël est proclamé et le lendemain, des armées arabes entrent en Palestine.
L'URSS, qui est un des premiers États à reconnaître de jure Israël, dénonce « l'agression contre Israël » et fournit des armes au nouvel État, y compris des avions, par l'intermédiaire de la Tchécoslovaquie. Elle continuera ces livraisons jusqu'en 1953 malgré une détérioration des relations soviéto-israéliennes.
Après un mois de combats très rudes, les deux camps acceptent une trêve. Celle-ci est mise à profit par Israël pour équiper son armée et prendre l'ascendant sur les armées arabes. Les 6 mois suivants, en une série d'opérations militaires séparées de trêves, les armées arabes sont basculées et l'armée israélienne s'empare de la Galilée, d'une partie de la Judée, élargit le corridor de Jérusalem et chasse les Égyptiens du Néguev. Environ 300 000 réfugiés rejoignent les précédents. Plus de 700 000 réfugiés seront dans l'impossibilité de retourner dans leurs foyers après la guerre.

## L'après-guerre et la Guerre froide

### Israël de l'amitié soviétique à l'amitié américaine
De 1948 à 1951, les relations entre l'URSS et Israël restent cordiales, l'URSS cherchant à affaiblir les monarchies arabes alliées des Britanniques ou des Américains. Les livraisons d'armes tchécoslovaques jouent un rôle décisif dans la victoire d'Israël sur la coalition arabe. Entre mai 1948 et 1951, 300 000 Juifs d'Europe de l'Est migrent vers Israël, renforçant considérablement l'assise démographique de celui-ci. Cependant, la visite à Moscou, en septembre 1948, de la ministre israélienne Golda Meir provoque la méfiance de Staline qui voit dans l'enthousiasme pro-israélien des juifs soviétiques un risque d'ingérence dans ses affaires intérieures. De plus en plus soupçonneux, Staline laisse se développer une nouvelle vague d'antisémitisme en URSS.
Israël commence à prendre ses distances dans ses relations avec Moscou. Alors que l'URSS refuse l'aide du plan Marshall et que l'OTAN prend forme, le bloc soviétique impose le communisme. Après la création du Kominform (octobre 1947), le coup de Prague de février 1948, suivi du blocus de Berlin de juin 1948, marque la fracture est/ouest. De plus, la Chine communiste est reconnue par l'URSS dès 1950. Les États-Unis s'organisent alors de plus en plus vers un blocus limitant l'expansion communiste en Extrême-Orient. 
Israël a besoin d'un soutien financier et en armement que l'URSS et ses alliés, Tchécolovaquie et Yougoslavie, sont de moins en moins disposées à lui accorder. Lorsque éclate la guerre de Corée en 1950, Israël choisit d'appuyer toutes les décisions de l'ONU qui, après le retrait temporaire de l'URSS, confie aux États-Unis le commandement d'une force internationale pour défendre la Corée du Sud envahie par la Corée du Nord. Les Israéliens envoient une équipe médicale en soutien de cette force. Plusieurs États arabes, l'Arabie saoudite, liée aux intérêts pétroliers américains, la Syrie et le Liban, votent aussi en faveur de l'intervention américaine en Corée tandis que l'Égypte s'abstient. La Transjordanie, qui a annexé les territoires palestiniens qu'elle occupe depuis 1948 (Cisjordanie et Jérusalem-Est), n'est pas membre de l'ONU à cause du veto soviétique.

### Le réveil arabe
Les pays arabes se résignent mal à l'humiliante défaite de 1949. Le 23 juillet 1952, un coup d'État militaire en Égypte renverse le roi Farouk ; le général Mohammed Naguib, chef du gouvernement militaire, est bientôt supplanté par le colonel Gamal Abdel Nasser qui oriente la politique égyptienne vers le panarabisme.
L'arrivée d'Eisenhower à la tête de l'administration américaine en 1952 mit fin au blocus anticommuniste au Moyen-Orient et mit plutôt l'emphase sur l'élaboration d'un vaste réseau d'armes nucléaires et thermonucléaires dispersées tout autour de l'URSS.
Le 5 mars 1953, la mort de Staline marque l'assouplissement des relations entre l'URSS et Israël. Mais cette reprise était plutôt utilitaire. Israël, étant déconnecté du golfe Persique par le blocus de ses bateaux dans le canal de Suez par l'Égypte de Nasser, conclut un accord sur de grosses importations de pétrole russe. De plus, l'accord britannico-égyptien de 1954 prévoyait le retrait total de l'armée britannique de l'Égypte, ce qui fait bien l'affaire de l'URSS.
Cependant, Israël accueille froidement cet accord, lequel ne fait pas état du blocus contre ses bateaux dans le canal de Suez. De plus, cet accord donne à l'Égypte libre accès à la péninsule du Sinaï, laquelle a une frontière directe avec Israël. Israël se trouve alors isolé et demande de l'aide à l'OTAN et aux États-Unis, lesquels refusent afin de ne pas contrarier le non-alignement arabe et, par conséquent, assurer le bon fonctionnement du pacte de Bagdad. Israël lança un raid sur Gaza (sous contrôle de l'Égypte depuis 1948) en février 1955. Voyant également d'un mauvais œil le pacte de défense mutuel entre l'Égypte et la Syrie, le 11 décembre 1955 Israël attaque les positions syriennes sur la rive du lac de Tiberiade afin de démontrer que l'Égypte n'est pas en mesure de défendre le territoire syrien.
Proposée par les États-Unis et amenée par le Royaume-Uni, cette politique américaine mène à la signature du pacte de Bagdad en 1955 entre l'Irak, la Turquie, le Royaume-Uni, le Pakistan et l'Iran (l'Égypte refuse de signer). La ceinture occidentale était alors resserrée sur Moscou, et Israël était donc écarté de la stratégie américaine, laquelle visait d'abord les pays arabes.

### Crise du canal de Suez (1956)
L'Égypte, désireuse de se réarmer devant la menace israélienne, demande de l'aide militaire à l'Occident. Les États-Unis, et tout spécialement le secrétaire d’État John Foster Dulles, un anticommuniste radical, refusent l'aide à cause du non-alignement de l'Égypte de Nasser. La France refuse également et demande à l’Égypte d'arrêter l'aide qu'elle fournit à l'insurrection algérienne. L'Égypte se tourne alors vers l'URSS, laquelle accepte immédiatement via un accord avec la Tchécoslovaquie. Cette aide militaire accordée à l'Égypte de Nasser marque un point tournant dans les relations entre l'URSS et les pays arabes. Israël voit cet accord comme une menace à sa sécurité.
Afin de passer outre au refus d’une aide financière des États-Unis pour la construction du haut barrage d'Assouan (refus qui pour la première fois fit pencher Israël du côté des États-Unis), Nasser nationalise le canal de Suez en juillet 1956. Cette position est la bienvenue à Moscou qui félicite son détachement des puissances de l'Ouest. Le Royaume-Uni et la France, voulant reprendre le contrôle du canal de Suez par lequel transitent des millions de tonnes de pétrole arabe destinées au marché européen, acceptent de fournir à Israël les armes nécessaires afin d’équilibrer les forces.
Le 29 octobre 1956, les forces israéliennes envahissent la péninsule du Sinaï. L'atteinte du canal de Suez n'était pas leur objectif, car le 30 novembre, un ultimatum franco-britannique de douze heures est donné à l'Égypte pour qu'elle accepte une occupation temporaire des ports de Said, Ismailia et de Suez. L'Égypte refuse. Ce qui marque le début de l'action militaire israélo-franco-britannique contre l'Égypte le soir même.
Le canal de Suez permettait aux navires soviétiques partant de la mer Noire d'atteindre l’océan Indien bien plus facilement que par Vladivostok. L'URSS exigea alors un cessez le feu immédiat. Le président Eisenhower appuya la demande soviétique. De plus, ce serait donc après avoir communiqué avec Ben-Gourion, alors premier ministre et ministre de la Défense d’Israël, que le président Eisenhower aurait demandé un retrait des troupes en Égypte. Ben-Gourion aurait promis de se retirer si les États-Unis, par le biais de l’ONU, allaient assurer la libre circulation des navires israéliens sur le canal. Les recommandations américaines furent alors votées et acceptées à la résolution 118 du Conseil de sécurité de l’ONU le 13 octobre 1956.

### La guerre des Six Jours (1967)
En 1956, la guerre de Suez se termine par le retrait des troupes israéliennes de la péninsule du Sinaï sous les pressions des États-Unis et de l'URSS et l'interposition de la Force d'Urgence des Nations unies (FUNU). La paix est ensuite maintenue jusqu'en 1967 par un jeu d'alliances politiques fragiles. L'Égypte et la Syrie, sous l'aile de l'URSS, forment la République arabe unie (RAU, février 1958), tandis qu’Israël était supporté par les États-Unis.
Dans les années 1960, le projet israélien du « National Water Carrier » voulait détourner, entre autres, l’eau de la rivière Yarkon, afin d’alimenter le lac de Tibériade, principale réserve d’eau d’Israël. Il sera complété en 1964. Il en résulte un conflit permanent entre la Syrie, la Jordanie et Israël sur les prélèvements dans les cours d'eau dont le jourdain. Puis, en 1964, lors d'un sommet de la Ligue arabe au Caire, l'Organisation pour la Libération de la Palestine (OLP) est créée, suivie de al-Fatah (une branche très active de l'OLP) en 1965 en Syrie.
Donc, à la veille de 1967, il y a plusieurs forces idéologiques et géopolitiques qui s'affrontent. D'abord la RAU et Israël, les pays arabes « conservateurs » (Yémen du Nord allié à l''Arabie saoudite) et les pays arabes « progressistes » (Yémen du Sud allié à l'Égypte), les pays arabes prosoviétiques (Égypte, Syrie) et les proaméricains (Arabie saoudite, Iran). Arrive le jeu politique de l'URSS. Il consiste à maintenir à Damas de fortes pressions sur le gouvernement syrien prosoviétique, lequel voyait sa légitimité être constamment remise en question par des mouvements nationalistes internes voulant passer à l'offensive contre Israël.
Dans les premiers mois de 1967, une attaque d'al-Fatah tuant des villageois israéliens se termine en un raid aérien israélien en territoire syrien. Pour Ira Hirschmann, les évènements qui suivront la guerre des Six Jours sont le résultat d'une manipulation diplomatique de l’URSS qui a mal tourné. Selon Hirschmann, Andrei Gromyko, alors ministre des Affaires étrangères soviétique, aurait rencontré secrètement Nasser. Moscou voulait relâcher la tension à la frontière de la Syrie en distrayant Israël dans la péninsule du Sinaï. Donc, pour conserver les dirigeants prosoviétiques à Damas, il demanda à Nasser de pénétrer la péninsule du Sinaï en ayant pris soin de demander à l’ONU de retirer la FUNU. Cependant, Nasser, voyant l'enthousiasme des pays arabes et la tension augmenter entre la Syrie et Israël, prend l'initiative de couper les vivres d’Israël en bloquant le détroit de Tiran, la principale voie de ravitaillement israélienne et utilise la cause palestinienne pour réunir les pays arabes dans le but « d'éradiquer Israël ». Israël fait appel à ses réservistes et attaque le 5 mai 1967 : un bombardement surprise aérien au matin sur les bases égyptiennes détruit une grande partie de leur aviation destinée à attaquer Israël. Ce coup de maître est dû au ministre de la Défense et grand stratège Moshé Dayan. 5 pays arabes sont vaincus en l'espace de 6 jours et demandent un cessez le feu à Israël : Égypte, Syrie, Irak, Jordanie et Arabie Saoudite. Israël occupe ainsi le Golan, le désert du Sinaï, la Cisjordanie, la bande de Gaza et surtout Jérusalem-Est. Cette défaite est vécue comme une honte dans le monde arabe.

### L'émergence de la résistance palestinienne
L'humiliation des États arabes profite à la résistance palestinienne, basée principalement en Jordanie et au Liban, qui continue la lutte contre l'ennemi commun. L'URSS, mais aussi la Chine communiste, dans leurs stratégies rivales de soutien aux guérillas anti-impérialistes, en viennent à soutenir plusieurs des groupes armés palestiniens. Cependant, le soutien soviétique ne devient manifeste qu'à partir du milieu de 1969. En octobre 1969, devant le congrès de la Fédération syndicale mondiale à Budapest, le représentant soviétique Alexandre Chélépine déclare : « Nous considérons la lutte des patriotes palestiniens pour la liquidation des conséquences de l'agression israélienne comme une juste lutte de libération anti-impérialiste et nous la soutenons ». L'appui à la résistance palestinienne peut aussi servir d'outil pour affaiblir les régimes pro-occidentaux de Jordanie et du Liban. En février 1970, Yasser Arafat, qui vient de remplacer Ahmed Choukairy à la tête de l'Organisation de libération de la Palestine, est reçu assez discrètement à Moscou sur l'invitation de l'Organisation de solidarité afro-asiatique (en) sans que le gouvernement soviétique soit ouvertement engagé. Mais, le même mois, Yasser Arafat est reçu en grande cérémonie à Pékin et remercie le régime maoïste de son appui. Moscou, pour manifester son soutien à l'OLP, encourage les partis communistes du Liban, de Syrie, de Jordanie et d'Irak à développer une organisation commune de guérilla appelée Ansar mais son audience reste faible. Certains groupes palestiniens se réclament du marxisme comme le Front populaire de libération de la Palestine  (FPLP) et le Front démocratique pour la libération de la Palestine (FDPLP) tandis que le plus important, le Fatah de Yasser Arafat, reste indépendant.
En juin 1970, alors que les groupes palestiniens en Jordanie font de plus en plus figure d'État dans l'État, le FPLP entre en conflit armé contre le Fatah et le régime du roi Hussein. Le FPLP tente de donner un écho international à sa lutte par la pratique du détournement d'avion. Le gouvernement syrien de Salah Jedid, allié de Moscou, envoie une brigade blindée pour soutenir les Palestiniens mais les États-Unis, décidés à empêcher la mainmise soviétique sur un autre pays du Proche-Orient, mettent en alerte la sixième flotte : Hafez el-Assad, commandant des forces aériennes syriennes, refuse de risquer ses escadrilles dans une confrontation ; faute de soutien aérien, la brigade blindée doit se replier. Le président égyptien Nasser, par l'intermédiaire de la Ligue arabe, parvient à dicter un cessez-le-feu. Cette crise débouche sur l'expulsion des groupes palestiniens de Jordanie.

### La guerre du Kippour (1973)
L'URSS s'était grandement investie dans la politique de détente avec les États-Unis afin d'éviter tout affrontement, notamment par la ratification du Traité de non-prolifération nucléaire (juillet 1968) et sa non-intervention directe dans la guerre du Viêt Nam (1965-1973). L'URSS espérait du même coup assurer sa domination économique et politique dans les pays d'Europe de l'Est et conserver ses alliés au Moyen-Orient. Cependant, l'Égypte et la Syrie veulent reprendre possession des territoires occupés par Israël depuis 1967. Ce qui ne convient pas à Moscou, qui ne veut surtout pas un affrontement contre des intérêts américains.
Sadate voit la rencontre de mai 1972 entre Richard Nixon et Léonid Brejnev comme un commun accord visant l'inaction et le maintien du statu quo soviétique au Moyen-Orient afin de ne pas provoquer de confrontation entre les grandes puissances. Sadate demande alors à Moscou de retirer ses 20 000 conseillers militaires pour prouver son indépendance politique et militaire. La réplique est rapide et Moscou retire un peu plus que demandé. Moscou se tourne alors vers la Syrie. Celle-ci ne possède cependant pas la superficie de l'Égypte, son gouvernement n'est pas aussi stable et favorable à l'URSS qu'en Égypte et bien qu'elle ait un port sur la mer Méditerranée, sa position n'est pas aussi avantageuse que le canal de Suez égyptien. L'URSS, ne pouvant pas se passer de l'Égypte, renoue les échanges diplomatiques en février 1973 et fournit d'importantes livraisons d'armes à l'Égypte.
Cependant, Moscou maintient sa position et préfère la solution diplomatique aux tensions avec Israël. Peu avant le début de la guerre, la Syrie et l’Égypte tentent une campagne de désinformation voulant un bris des relations syrio-soviétiques afin qu'Israël ne soupçonne pas la guerre. Moscou se dissocie totalement de cette campagne, bien qu'elle ait été ciblée. Le 6 octobre 1973, jour de la grande fête religieuse du Yom Kippour, les Égyptiens pénètrent dans le Sinaï et maintiennent leurs positions à une quinzaine de kilomètres. Du côté syrien, les Israéliens repoussent l'attaque et avancent vers Damas, puis redirigent ses troupes vers l'Égypte et encerclent les troupes de la IIIe armée égyptienne sur le Sinaï. L'URSS est lente à réagir. Les États-Unis de Kissinger sautent sur l'occasion et sortent l'Égypte de l'impasse. Cette initiative américaine mènera aux accords de Camp David entre l'Égypte, Israël et les États-Unis et à la signature d'un traité de paix entre l'Égypte et Israël le 26 mars 1979. Évidemment, Kissinger avait exclu l'URSS de ces discussions afin de les orienter à son goût.
L'Égypte reprend alors possession du Sinaï, ce qui marque un léger apaisement dans les tensions israélo-arabes. Tant dis qu'au nord, une grande partie du plateau du Golan serait sous la juridiction d'Israël ainsi qu'une bande entre la Syrie et Israël sous le contrôle de l'ONU. La Syrie tente toutefois de négocier pour reprendre le plateau. En ce qui concerne la Cisjordanie, ce territoire est considéré comme étant occupé par les forces militaires israéliennes. Durant cette guerre, l'URSS a tenté à plusieurs reprises de dissuader les pays arabes d’entrer en guerre. Bien qu'elle ait été au courant qu'ils se préparaient à l'attaque, elle n'a pas joué de rôle proactif dans l'organisation et le déclenchement de la guerre.

### Climax, enlisement et chute de l'URSS
Au Moyen-Orient, plusieurs pays se tournent vers les soviétiques. Depuis le coup d'État de juillet 1958, l'Irak se rapproche de l'Égypte nassérienne. Dans les années 1970, la nationalisation de l'Iraq Petroleum Company va à l'encontre des intérêts occidentaux et fait un pas de plus en direction de l'URSS. De son côté, la Syrie tente depuis plusieurs années d'accroître son influence dans la région et aimerait surtout avoir son mot à dire dans la résolution du conflit israélo-palestinien. À sa grande satisfaction, le Liban, qui entretenait depuis plusieurs années des relations avec l'Occident, sombre dans la guerre civile (1973) sous la pression arabe qui s'est organisée depuis l'arrivée de réfugiés palestiniens. Cependant, la Syrie n'accepte pas que l'OLP agisse de façon autonome au Liban et impose un cessez-le-feu en janvier 1976.
La Syrie a toujours voulu prendre une part plus active dans les négociations du conflit israélo-palestinien. Elle n'a alors d'autre choix que de joindre les rangs de l'URSS en signant le Traité de coopération soviéto-syrien en octobre 1980, tout en gardant une certaine indépendance. De plus, la Syrie représentait la seule option viable pour Moscou au Moyen-Orient. Moscou n'a d'autre choix que de fournir les armes demandées, espérant défaire l'alliance conclue lors de Camp David.
Après la mort de Sadate et l'annexion du plateau du Golan, Israël voit en l'effondrement du Liban de 1982 une occasion rêvée de mettre un terme à l'OLP qui y avait établi son quartier général. En quelques jours, l'opération « paix pour la Galilée », préparée par Ariel Sharon alors ministre de la Défense israélienne, détruit la quasi-totalité de l'armement syrien. La Syrie, comme lors des guerres précédentes, accuse Moscou de son inaction et de ne pas lui avoir fourni suffisamment d'armes. Moscou se défend alors de ne pas être intervenu, car l'attaque visait le Liban et non la Syrie, ce qui ne contrevenait pas au Traité de coopération soviéto-syrien. De plus, Moscou souligne la non-intervention des pays arabes qui en dit long sur les fractures idéologiques et politiques au Moyen-Orient.

Toutefois, Monique Paquin précise dans son ouvrage « Les superpuissances et leurs alliés au Moyen-Orient : les stratégies régionales, leurs interactions, leurs incidences sur la question palestinienne » que :
« Il semble aujourd'hui [1986] que l'URSS ait misé juste en restreignant son intervention au maximum. Ses objectifs d'ouverture vers les États arabes modérés ont enregistré des succès importants. Elle a rétabli des relations diplomatiques avec l'Égypte en juillet 1984, a signé à l'automne de la même année un Traité d'amitié et de coopération de 20 ans avec la République arabe du Yémen et, toujours en 1984, est parvenue à la conclusion d’un accord d’armement avec le Koweït. Ses liens avec la Jordanie se sont également resserrés et au Liban elle a cru bon d’établir ses propres contacts avec la vie politique libanaise [...]. »